# 巴塱衛山
巴塱衛山，位於臺灣臺東縣大武鄉南興村，峰頂海拔324公尺，於2006年入選新版台灣小百岳。該山為朝庸溪與南興溪的分水嶺，山頂立有二等三角點1177號，並設有忘憂亭、解愁亭，可眺望海岸風光。